# 비니 빈센트
비니 빈센트(Vinnie Vincent, 1952년 8월 6일 ~ )는 미국의 음악가이다.